# Relikt
En relikt är en kvarleva eller en lämning från äldre tid. Ordet härstammar från det latinska verbet relinquere som betyder lämna kvar. Det är från början en zoologisk och botanisk term som oftast avser en kvarlevande, oftast isolerad, djur- eller växtform. 

## Biologi
Inom biologin avses med relikt en population av en växt- eller djurart som blivit isolerad och överlevt inom ett begränsat område, som tidigare hängde samman med artens huvudutbredning. Avskiljningen beror vanligen på ändrat klimat.
Som relikter från istidens avsmältningsskede lever till exempel en ras av vår skogshare i Alperna och en ras av den arktiska Vikaresälen i Östersjön, Ladoga och Saimen. Bland växter finns många köld- och värmerelikter.
Som relikter räknar man också växt- och djurarter som förr haft vid utbredning men nu bara lever kvar endemiskt inom ett eller några få begränsade områden (refugier), till exempel Ölandssolvändan, likaså ”levande fossil”, det vill säga enstaka kvarlevande arter av i stort sett utdöda grupper, som kvastfeningen (Latimeria) och ginkgoträdet.

## Etnologi
I etnologiska sammanhang är relikt ett kulturelement som övergivits eller trängts ut av nyare företeelser, så att det endast lever kvar inom delar av sitt ursprungliga utbredningsområde. Exempel på relikt i svensk folkkultur är bågårdret i mellersta Norrland och sydvästra Skåne samt kubbstolen i norra Sverige (den har också dröjt kvar i till exempel Pyrenéerna). Om relikten fortlever som en kvarleva kan den genom studier och forskning återställas via en nytolkning och återskapande som förklarar dess forna användning och existens. En kvarleva har något bortglömt eller dolt att berätta.
Områden med hög frekvens av reliktföreteelser kallas reliktområden. I Sverige var på 1800-talet bland annat övre Dalarna, Härjedalen och delar av Småland utpräglade sådana. Konstaterandet av relikt och reliktområden har spelat en särskilt stor roll inom de diffusionistiska forskningsskolorna.

## Språk
I språkvetenskapen används relikt om ordformer och konstruktioner som återspeglar tidigare regelmässiga företeelser, som numera bara finns kvar i stående uttryck: genitivform efter till i till skogs och till hands, eller konjunktivformen i rädde sig den som kan etcetera.

## Övrigt
En annan tillämpning är till exempel användningen av ordet i relikt vatten, som betecknar förekomsten av vatten i sedimentära bergarter, dit det infiltrerats under helt andra klimatförhållanden än de som nu råder. Sådana förekomster finns bland annat under Saharas yta.